# Kamieniołom Lipówka
Kamieniołom Lipówka – nieczynny kamieniołom wapienia górnojurajskiego położony w Rudnikach koło Częstochowy. Eksploatacja kamienia była prowadzona od XIX wieku do roku 1989. Po zakończeniu eksploatacji wyrobisko zostało zrekultywowane, obecnie pełni funkcje przyrodnicze oraz rekreacyjne. Pod względem fizycznogeograficznym znajduje się na Wyżynie Wieluńskiej.
Kamieniołom zlokalizowany jest przy ulicy Dworcowej, nieopodal stacji kolejowej Rudniki koło Częstochowy.

## Przyroda
W wyrobisku dominuje roślinność zielna, występują także zakrzewienia z udziałem wierzb i topól. Na obszarze kamieniołomu stwierdzono występowanie 308 taksonów roślin naczyniowych. Wśród nich odnotowano kilka gatunków chronionych, takich jak: kruszczyk błotny, dziewięćsił bezłodygowy, kruszczyk rdzawoczerwony, cis pospolity, orlik pospolity, kocanki piaskowe i gruszyczka okrągłolistna.
Najbardziej stroma, północno-wschodnia ściana kamieniołomu jest praktycznie pozbawiona roślinności. Umożliwia to obserwację budowy geologicznej terenu. W kamieniołomie znajdują się również trzy zbiorniki wodne zasilane wodami podziemnymi oraz opadowymi. Największy z nich (Skalne Jezioro) znajduje się w pobliżu wspominanej ściany północno-wschodniej i zajmuje powierzchnię 0,66 ha. Inny ze zbiorników (Jezioro Kumaka) jest miejscem rozrodu kumaka nizinnego.
Na południowej ścianie wyrobiska znajduje się wejście do Jaskini Szeptunów (Szmaragdowej). Jest to krasowa jaskinia o długości 218 m, odkryta w 1990 roku.

## Wykorzystanie
Na obszarze kamieniołomu znajduje się przyrodnicza ścieżka dydaktyczna Kopalnia przywrócona naturze. Jest to oznakowana ścieżka o długości około 2 km, znajduje się przy niej 13 stanowisk tematycznych z tablicami edukacyjnymi.
W obrębie wyrobiska znajduje się boisko piłkarskie Wapnorud (wykorzystywane przez klub GKS Unia Rędziny), tor do mini żużla oraz pumptrack. W kamieniołomie organizowane są zawody dla amatorów w kolarstwie górskim oraz wydarzenia plenerowe o charakterze edukacyjnym.